# ريتشارد هيلز
ريتشارد هيلز (8 يناير 1951 في المملكة المتحدة - ) (بالإنجليزية: Richard Hills)‏ هو لاعب كريكت بريطاني. لعب مع Kent County Cricket Club ‏.

## وصلات خارجية
- ريتشارد هيلز على موقع إي آس بي آن كريك إنفو (الإنجليزية)